# Mistrzostwa Czterech Kontynentów w Łyżwiarstwie Figurowym 2004
Mistrzostwa czterech kontynentów w łyżwiarstwie figurowym 2004 – 6. edycja zawodów rangi mistrzowskiej dla łyżwiarzy figurowych z Azji, Afryki, Ameryki oraz Australii i Oceanii. Mistrzostwa odbywały się od 19 do 25 stycznia 2004 w hali Copps Coliseum w kanadyjskim Hamilton.
Mistrzami w konkurencjach solowych zostali Kanadyjczyk Jeffrey Buttle i Japonka Yukina Ota. Wśród par sportowych triumfowali Chińczycy Pang Qing i Tong Jian. Natomiast w konkurencji par tanecznych złoto wywalczyli Amerykanie Tanith Belbin i Benjamin Agosto.

## Program zawodów
- 19–20 stycznia – oficjalne treningi
- 21 stycznia – taniec obowiązkowy, program krótki solistek
- 22 stycznia – taniec oryginalny, program krótki par sportowych, program krótki solistów
- 23 stycznia – taniec dowolny, program dowolny solistek
- 24 stycznia – program dowolny par sportowych, program dowolny solistów, bankiet
- 25 stycznia – pokazy mistrzów

## Klasyfikacja medalowa
| L.p. | Reprezentacja     | Złoto | Srebro | Brąz | Razem |
| ---- | ----------------- | ----- | ------ | ---- | ----- |
| 1    | Kanada            | 1     | 3      | 2    | 6     |
| 2    | Chiny             | 1     | 1      | 0    | 2     |
| 3    | Stany Zjednoczone | 1     | 0      | 2    | 3     |
| 4    | Japonia           | 1     | 0      | 0    | 1     |

## Wyniki

### Soliści

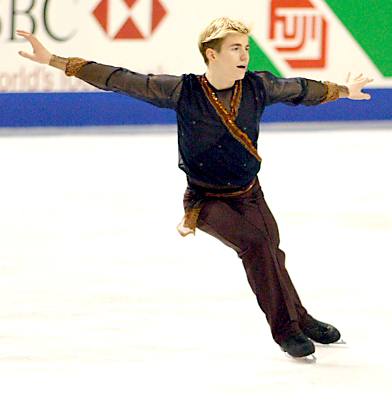
Mistrz czterech kontynentów wśród solistów Jeffrey Buttle (CAN)

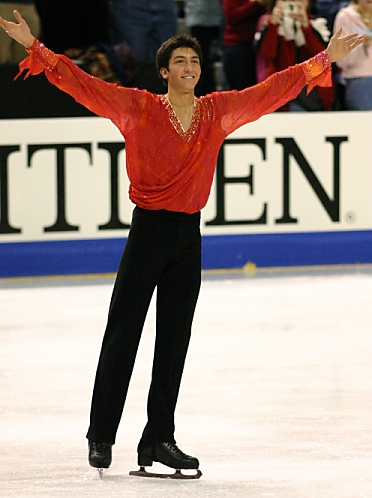
Brązowy medalista w konkurencji solistów Evan Lysacek (USA)

| Poz. | Zawodnik            | Reprezentacja     | Punkty | SP  | FS  |
| ---- | ------------------- | ----------------- | ------ | --- | --- |
| 1    | Jeffrey Buttle      | Kanada            | 1,5    | 1   | 1   |
| 2    | Emanuel Sandhu      | Kanada            | 3,5    | 3   | 2   |
| 3    | Evan Lysacek        | Stany Zjednoczone | 5,0    | 4   | 3   |
| 4    | Ryan Jahnke         | Stany Zjednoczone | 7,5    | 5   | 5   |
| 5    | Yamato Tamura       | Japonia           | 8,0    | 2   | 7   |
| 6    | Daisuke Takahashi   | Japonia           | 8,5    | 9   | 4   |
| 7    | Ben Ferreira        | Kanada            | 11,0   | 10  | 6   |
| 8    | Gao Song            | Chiny             | 12,0   | 8   | 8   |
| 9    | Ma Xiaodong         | Chiny             | 12,0   | 6   | 9   |
| 10   | Song Lun            | Chiny             | 14,5   | 7   | 11  |
| 11   | Ryan Bradley        | Stany Zjednoczone | 15,5   | 11  | 10  |
| 12   | Lee Dong-whun       | Korea Południowa  | 18,0   | 12  | 12  |
| 13   | Bradley Santer      | Australia         | 19,5   | 13  | 13  |
| 14   | Daniel Harries      | Australia         | 22,0   | 16  | 14  |
| 15   | Stuart Beckingham   | Australia         | 22,0   | 14  | 15  |
| 16   | Gareth Echardt      | Południowa Afryka | 24,5   | 17  | 16  |
| 17   | Tristan Thode       | Nowa Zelandia     | 25,5   | 15  | 18  |
| 18   | Miguel Angel Moyron | Meksyk            | 27,5   | 21  | 17  |
| 19   | Humberto Contreras  | Meksyk            | 28,5   | 19  | 19  |
| 20   | Justin Pietersen    | Południowa Afryka | 29,0   | 18  | 20  |
| 21   | Adrian Alvarado     | Meksyk            | 31,0   | 20  | 21  |
| 22   | Konrad Giering      | Południowa Afryka | 33,0   | 22  | 22  |
| WD   | Takeshi Honda       | Japonia           | DNS    | DNS | DNS |

### Solistki

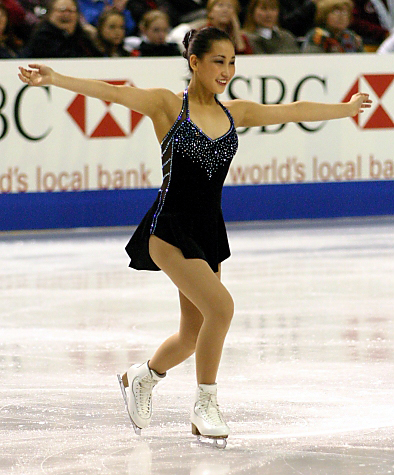
Jennifer Don (USA) podczas występu (13. miejsce)

| Poz.                                 | Zawodniczka              | Reprezentacja     | Punkty | SP | FS |
| ------------------------------------ | ------------------------ | ----------------- | ------ | -- | -- |
| 1                                    | Yukina Ota               | Japonia           | 3,5    | 3  | 2  |
| 2                                    | Cynthia Phaneuf          | Kanada            | 5,0    | 8  | 1  |
| 3                                    | Amber Corwin             | Stany Zjednoczone | 5,5    | 1  | 5  |
| 4                                    | Joannie Rochette         | Kanada            | 6,0    | 6  | 3  |
| 5                                    | Jennifer Robinson        | Kanada            | 6,0    | 4  | 4  |
| 6                                    | Yukari Nakano            | Japonia           | 8,5    | 5  | 6  |
| 7                                    | Angela Nikodinov         | Stany Zjednoczone | 10,0   | 2  | 9  |
| 8                                    | Yoshie Onda              | Japonia           | 10,5   | 7  | 7  |
| 9                                    | Liu Yan                  | Chiny             | 13,0   | 10 | 8  |
| 10                                   | Joanne Carter            | Australia         | 14,5   | 9  | 10 |
| 11                                   | Miriam Manzano           | Australia         | 17,0   | 12 | 11 |
| 12                                   | Fang Dan                 | Chiny             | 17,5   | 11 | 12 |
| 13                                   | Jennifer Don             | Stany Zjednoczone | 19,5   | 13 | 13 |
| 14                                   | Zhang Fan                | Chiny             | 21,0   | 14 | 14 |
| 15                                   | Michelle Cantu           | Meksyk            | 23,0   | 16 | 15 |
| 16                                   | Shirene Human            | Południowa Afryka | 23,5   | 15 | 16 |
| 17                                   | Park Bit-na              | Korea Południowa  | 26,5   | 17 | 18 |
| 18                                   | Anastasiya Gimazetdinova | Uzbekistan        | 27,0   | 20 | 17 |
| 19                                   | Sarah-Yvonne Prytula     | Australia         | 28,0   | 18 | 19 |
| 20                                   | Diane Chen               | Chińskie Tajpej   | 30,5   | 19 | 21 |
| 21                                   | Gladys Orozco            | Meksyk            | 32,0   | 24 | 20 |
| 22                                   | Lee Sun-bin              | Korea Południowa  | 33,5   | 23 | 22 |
| 23                                   | Jenna-Anne Buys          | Południowa Afryka | 33,5   | 21 | 23 |
| 24                                   | Abigail Pietersen        | Południowa Afryka | 35,0   | 22 | 24 |
| Nie awansowały do programu dowolnego |                          |                   |        |    |    |
| 25                                   | Cho Eun-byul             | Korea Południowa  | NQ     | 25 | NQ |
| 26                                   | Anny Hou                 | Chińskie Tajpej   | NQ     | 26 | NQ |

### Pary sportowe

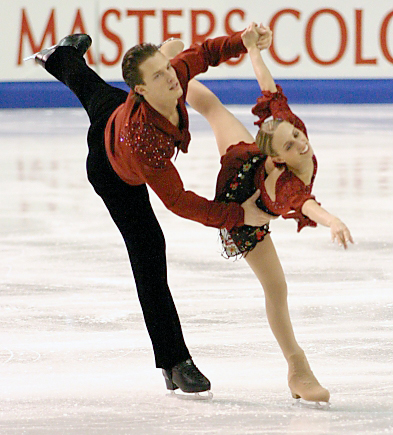
Brązowi medaliści w parach sportowych Valerie Marcoux / Craig Buntin (CAN) podczas występu

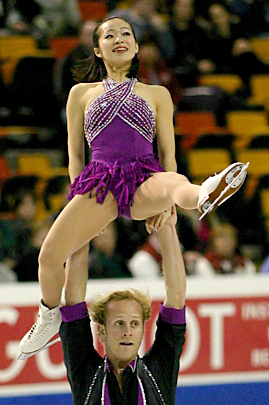
Para sportowa Rena Inoue / John Baldwin (USA) wykonująca podnoszenie ręka-ręka z trzymaniem z tyłu

| Poz. | Zawodnicy                            | Reprezentacja     | Punkty | SP | FS |
| ---- | ------------------------------------ | ----------------- | ------ | -- | -- |
| 1    | Pang Qing / Tong Jian                | Chiny             | 1,5    | 1  | 1  |
| 2    | Zhang Dan / Zhang Hao                | Chiny             | 3,0    | 2  | 2  |
| 3    | Valerie Marcoux / Craig Buntin       | Kanada            | 4,5    | 3  | 3  |
| 4    | Rena Inoue / John Baldwin            | Stany Zjednoczone | 6,0    | 4  | 4  |
| 5    | Anabelle Langlois / Patrice Archetto | Kanada            | 7,5    | 5  | 5  |
| 6    | Ding Yang / Ren Zhongfei             | Chiny             | 9,0    | 6  | 6  |
| 7    | Kathryn Orscher / Garrett Lucash     | Stany Zjednoczone | 10,5   | 7  | 7  |
| 8    | Tiffany Scott / Philip Dulebohn      | Stany Zjednoczone | 12,0   | 8  | 8  |
| 9    | Elizabeth Putnam / Sean Wirtz        | Kanada            | 13,5   | 9  | 9  |
| 10   | Marina Aganina / Artiom Kniazew      | Uzbekistan        | 15,0   | 10 | 10 |

### Pary taneczne
| Poz. | Zawodnicy                                | Reprezentacja     | Punkty | CD | OD | FD |
| ---- | ---------------------------------------- | ----------------- | ------ | -- | -- | -- |
| 1    | Tanith Belbin / Benjamin Agosto          | Stany Zjednoczone | 2,4    | 2  | 1  | 1  |
| 2    | Marie-France Dubreuil / Patrice Lauzon   | Kanada            | 3,6    | 1  | 2  | 2  |
| 3    | Megan Wing / Aaron Lowe                  | Kanada            | 6,6    | 3  | 4  | 3  |
| 4    | Melissa Gregory / Dienis Pietuchow       | Stany Zjednoczone | 7,4    | 4  | 3  | 4  |
| 5    | Nozomi Watanabe / Akiyuki Kido           | Japonia           | 10,0   | 5  | 5  | 5  |
| 6    | Yang Fang / Gao Chongbo                  | Chiny             | 12,0   | 6  | 6  | 6  |
| 7    | Josee Piche / Pascal Denis               | Kanada            | 14,0   | 7  | 7  | 7  |
| 8    | Loren Galler-Rabinowitz / David Mitchell | Stany Zjednoczone | 16,0   | 8  | 8  | 8  |
| 9    | Nakako Tsuzuki / Kenji Miyamoto          | Japonia           | 18,0   | 9  | 9  | 9  |
| 10   | Yu Xiaoyang / Wang Chen                  | Chiny             | 20,0   | 10 | 10 | 10 |
| 11   | Qi Jia / Sun Xu                          | Chiny             | 23,0   | 11 | 11 | 12 |
| 12   | Natalie Buck / Trent Nelson-Bond         | Australia         | 23,4   | 13 | 12 | 11 |
| 13   | Danika Bourne / Aleksandr Pawłow         | Australia         | 25,6   | 12 | 13 | 13 |